# Bacteri grampositiu

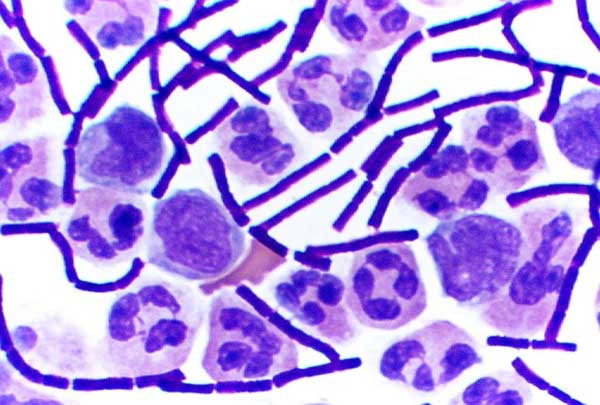
Bacillus anthracis grampositiu (bastons liles) en una mostra de líquid cefalorraquidi. Les altres cèl·lules són leucòcits.

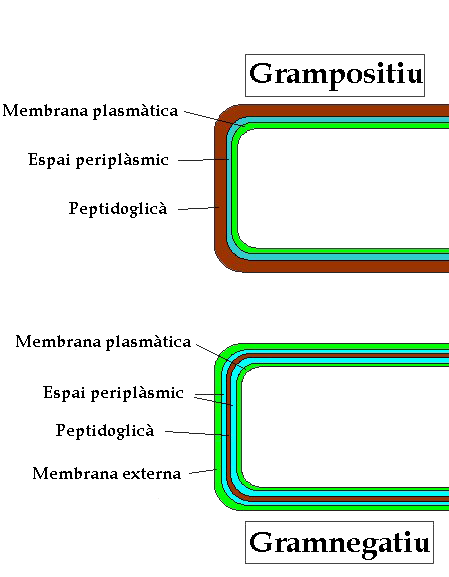
Diferències estructurals entre les parets cel·lulars de bacteris grampositius i gramnegatius.

Els bacteris grampositius són aquells bacteris que retenen el cristall violeta durant el procés de tinció Gram, de manera que s'observen de color blau o violeta al microscopi òptic, a diferència dels bacteris gramnegatius, que apareixen de color rosa. Aquesta classificació (molt estesa i àmpliament utilitzada) entre bacteris grampositius i gramnegatius es basa principalment en les diferències estructurals de la paret bacteriana.

## Característiques
Els bacteris grampositius tenen una paret bacteriana gruixuda (de 10 a 80 nm) i formada per àcids teicoics, per àcids lipoteïcoics i per diverses capes de peptidoglicà, que dona forma i rigidesa a la cèl·lula.

## Principals gèneres de bacteris grampositius
Dins del grup dels bacteris grampositius cal destacar diversos gèneres, com els cocs Staphylococcus, Streptococcus; els bacils formadors d'endòspores Bacillus i Clostridium; els bacils no formadors d'endòspores Listeria, Erysipelothrix, Corynebacterium i Propionibacterium; i Mycobacerium, agent causant de la tuberculosi i la lepra.